# Felice Accrocca
Mons. Felice Accrocca (* 2. prosince 1959, Cori) je italský římskokatolický kněz a metropolitní arcibiskup Beneventa.

## Život
Narodil se 2. prosince 1959 v Cori.
Po střední škole nastoupil na Pontificio Collegio Leoniano v Anagni a poté studoval na Univerzitě La Sapienza literaturu. Na Papežské univerzitě Gregoriana získal doktorát z církevní historie.
Na kněze byl vysvěcen 12. července 1986 a byl inkardinován do diecéze Latina-Terracina-Sezze-Priverno.
Po vysvěcení působil jako kaplan farnosti S. Maria Assunta v Cielu a poté v Cisterně. Dále jako kněz farnosti S. Luca v Latině, moderátor biskupské kurie, kněz farnosti S. Pio X v Latině, diecézní asistent Azione Cattolica, kněz farnosti Sacro Cuore, sekretář diecézního synodu, koordinátor pro diecézní laiky a pomocný redaktor diecézního měsíčníku Chiesa Pontina. Od roku 1994 také působil jako ředitel diecézní teologické školy Paolo VI či jako biskupský vikář pro pastoraci.
Dne 18. února 2016 jej papež František ustanovil metropolitním arcibiskupem v Beneventu. Biskupské svěcení získal 15. května 2016 z rukou biskupa Mariana Crociaty a spolusvětitelé byli arcibiskup Andrea Mugione a arcibiskup Giuseppe Petrocchi.